# John C. DeFries

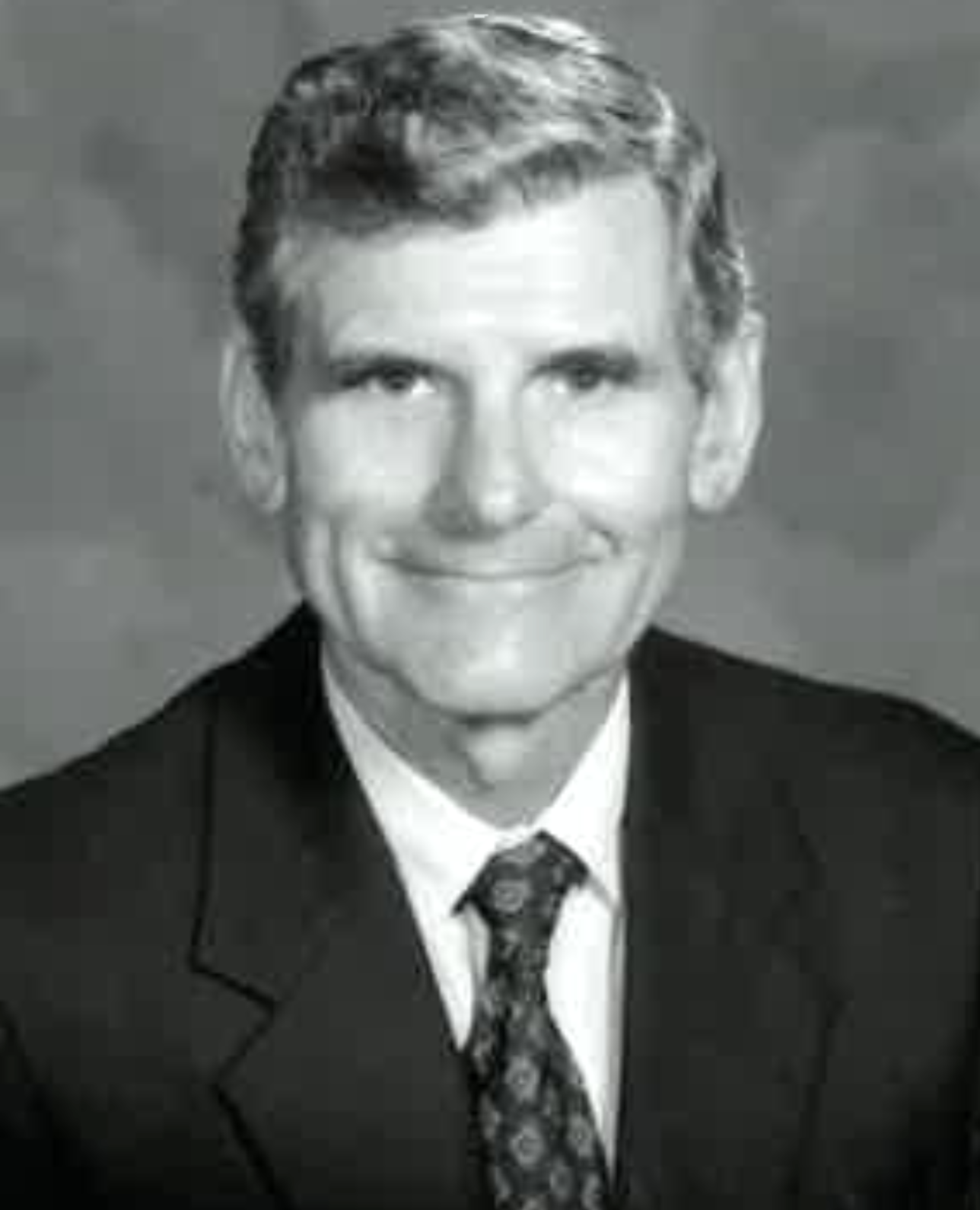
John C. Fries

John Clarence DeFries (* 26. November 1934 in Delrey, Iroquois County, Illinois) ist ein US-amerikanischer Verhaltensgenetiker. Bis 2005 war er Professor für Verhaltensgenetik und Psychologie an der University of Colorado Boulder.
DeFries studierte an der University of Illinois at Urbana mit dem Abschluss zum Ph.D. 1961. Dort begann er mit der Lehre, bis er 1967 an die University of Colorado wechselte. Am Institute for Behavioral Genetics der Universität Colorado Boulder führte DeFries die weltweit erste breite Zwillingsstudie zu Dyslexie durch. Seine Leistungen schließen große Studien an Zwillingen und Adoptivkindern zu kognitiven Fähigkeiten, genetischen Ursachen für Lernschwierigkeiten und DNA-Forschungen über die Lokalisierung von Genen mit Bezug zum Verhalten ein.
DeFries ist Mitglied der Association for Psychological Science und der American Association for the Advancement of Science, Section J (Psychology).

## Schriften
- Behavioral genetics, mit Valerie S. Knopik, Jenae M. Neiderhiser, Robert Plomin. 7. ed., New York : Worth Publishers, 2016 (zuerst 1973), ISBN 978-1464176050
- Behavioral Genetics in the Postgenomic Era, mit Robert Plomin, Ian W. Craig, Peter McGuffin, 2003
- Origins of individual differences in infancy: The Colorado Adoption Project, 1985

## Belege
1. ↑  Wadsworth SJ, DeFries JC, Olson RK, Willcutt EG (2007) Colorado longitudinal twin study of reading disability. Annals of Dyslexia, 57(2), 139-60.